# Людвиг фон Либенцель
Людвиг фон Либенцель (нем.  Ludwig von Liebenzell) – рыцарь Тевтонского ордена, живший в XIII веке; в 1294-1300 гг. занимал должность комтура замка Рагнит (нем. Ragnit; ныне город Неман); проявил себя как талантливый военачальник и искусный дипломат, одержав ряд значимых для Ордена побед как в ходе военных действий, так и дипломатическим путём.
Людвиг фон Либенцель многократно упоминается Петром из Дусбурга в Хронике земли Прусской, а также Николаем фон Ерошин  в одноимённой рифмованной немецкоязычной версии Хроники Земли прусской.
«Брат Людвиг фон Либенцель, человек знатный и закаленный с юности в военном деле, совершил в жизни своей чудные деяния, о которых будет сказано ниже», — повествует в Хронике земли Прусской Пётр из Дусбурга .
В  1280 году Людвиг фон Либенцель попал в плен к ятвяжскому князю Скуманду в ходе кампании, предпринятой ландмейстером Мангольдом фон Штернберг в судавской волости Красима . Будучи сам бывалым воином, Скуманд проникся уважением к Людвигу за его отвагу и доблесть, и вскоре они подружились .
«В этом сражении пали брат Ульрих Баувар, комтур Тапиова, и четыре человека, а брат Людвиг фон Либенцель был взят в плен.... Когда его взяли в плен, то отдали Скуманду, который очень полюбил его, ибо он храбростью своею походил на него», — пишет в Хронике земли Прусской Пётр из Дусбурга .
Однажды Скуманд взял Людвига с собой на пир, устроенный знатными ятвяжскими вождями . Один из вождей, недовольный присутствием Людвига на пиру, время от времени отпускал в его сторону оскорбления. Несмотря на статус пленника, Людвигу было позволено сразиться с тем вождём , и в поединке Людвиг убил его . Вскоре Скуманд отпустил Людвига на свободу, и тот вернулся в орденские владения . Сам Скуманд в 1283 году принял христианство и стал союзником Тевтонского ордена .
«Этот Скуманд был могучим и богатым человеком в волости Судовии, называемой Красима… Он наконец со всеми чадами и домочадцами подчинился вере и братьям» , — сообщает Пётр из Дусбурга в Хронике земли Прусской.
В 1283 году Людвиг принял участие в походе в судавскую волость Силия, возглавляемом маршалом Конрадом фон Тирберг Младшим. Поход оказался успешным, однако, сам Людвиг был тяжело ранен и снова попал в плен, в этот раз к местному вождю Кантегерду, о чём свидетельствуют Николай фон Ерошин  и Пётр из Дусбурга  в вышеуказанных хрониках.
«В то время как брат Манегольд, магистр, призванный в капитул, отправился в путь, брат Конрад фон Тирберг, маршал, со многими братьями и огромнейшим войском вторгся в волость Судовии, называемую Силия… В этом войске брат Людвиг фон Либенцель, получивший много смертельных ран, полуживой был оставлен на снегу. После судовы, найдя его, положили на коня… Он был исцелён, как он сам воистину полагал. Этот брат Людвиг, снова взятый в плен, был отдан одному нобилю по имени Кантегерд под его надзор», — пишет Пётр из Дусбурга в Хронике земли Прусской.
Для тевтонцев Людвиг долгое время считался пропавшим без вести. Тем временем Людвигу удалось подружиться с Кантегердом и убедить его принять христианство вместе с его подданными . Людвиг благополучно вернулся в орденские владения, приведя с собой Кантегерда и его подданных в количестве 1600 человек для крещения .
«В это же время этот брат Конрад, магистр, радеющий о вверенном ему деле, провёл много бессонных ночей, думая, как наставить врагов веры судовов на путь истины. Вот почему, когда он, собрав для осуществления этого великое множество братьев и прочих воинов, держал путь в Судовию, ему встретился брат Людвиг фон Либенцель, ведший с собой Кантегерда, державшего его в плену, и 1600 человек обоего пола из Судовии, которых он, находясь в плену, обратил в веру Христа», — сообщает Пётр из Дусбурга в Хронике земли Прусской.
В 1294 году Людвиг был назначен комтуром замка Рагнит . Сразу после назначения на эту должность он совершил несколько успешных рейдов в земли Великого княжества Литовского . В Аукштайтии под его руководством был уничтожен город Ромена, считавшийся для литовцев священным . В волости Пограуда в Жемайтии он нанёс поражение литовской коннице , после чего жемайты Пограуды долгое время не могли вновь восстановить военное превосходство в кавалерии .
«И в этом сражении жители Пограуды были настолько ослаблены, что долгие годы не могли обрести прежние силы в коннице», — пишет в Хронике земли Прусской Пётр из Дусбурга.
В ходе предпринятых им боёв в волости Вайкен  в большом количестве были перебиты местные вожди . В результате Людвигу удалось добиться того, что все литовцы, жившие на берегу Немана, а также населявшие территорию, простиравшуюся от реки Вилия до куршского поселения Ламотина, заключили мир с Тевтонским орденом, обязались выплачивать ежегодную дань и участвовали в совместных походах против литовского княжества, о чём свидетельствуют записи Николая фон Ерошина  и Петра из Дусбурга  в Хронике земли Прусской:
«Он [Людвиг фон Либенцель] пошёл на волость, называемую Вайкен, где также из засад уничтожил много нобилей. Невозможно сполна описать, сколько битв он провёл против них… Он заставил всех литвинов, живших на берегу Мемеля, от реки Нары вплоть до земли Ламотины, заключить мир с христианами на тех условиях, чтобы они давали ему каждый год определенную подать... И нобили, правившие тогда Жемайтией, поднимали простой люд против короля литвинов, так что много раз они собирались для войны с королём».